# Läkemedelsboken
Läkemedelsboken (LB) gavs ut av Läkemedelsverket fram till 2018 och ges åter ut från början av 2024 (enbart digitalt). Boken ger aktuell kunskap om optimal och kostnadseffektiv läkemedelsterapi vid de vanligaste sjukdomstillstånden, samt preparatjämförelser. Boken vänder sig främst till personal inom sjukvård samt apotek. En begränsad förhandsvisning av den nya utgåvan finns tillgänglig som en betaversion sedan maj 2023.

## Historik
Läkemedelsboken gavs från starten 1977 ut av Apoteket AB. Efter avregleringen av apoteksmonopolet 2009 gavs istället läkemedelsboken ut av Läkemedelsverket. Den sista fysiska upplagan att ges ut var 2014 års upplaga, och därefter var boken helt digital. Läkemedelsverket meddelade 2018 att boken skulle sluta ges ut från årsskiftet 2018/2019 med hänvisning till vad det skulle kosta att lyfta Läkemedelsboken till en modern digital produkt. Beslutet möttes av protester från flertalet berörda organisationer, däribland Sveriges läkarförbund, Sveriges Farmaceuter och Vårdförbundet.
Från 2022 fick Läkemedelsverket uppdraget av regeringen att åter uppdatera, förvalta och tillgängliggöra läkemedelsboken. Detta arbete beräknades vara klart i början av 2024.

## Utgåvor
Läkemedelsboken 2014 finns i flera olika format:
- Tryckt, inbunden bok[7]
- Webbplats, inklusive extra kapitel och PDF-version av boken [8]
- Mobilapplikation för Iphone och Ipad[9]